# Always Be My Baby
«Always Be My Baby» — песня, написанная американской певицей Мэрайей Кэри и Дэйвом Холлом для пятого студийного альбома Daydream. Вышла 9 марта 1996 года в качестве его третьего сингла в США и 4-го в мире.

## История
«Always Be My Baby» — это поп-баллада, соединяющие музыкальные жанры поп и R&B.
Песня получила положительные отзывы музыкальной критики и интернет-изданий: Кен Такер из Entertainment Weekly, Stephen Holden из The New York Times («лучшая песня альбома»). На 38-й церемонии «Грэмми» песня была номинирована в категории За лучшее женское вокальное исполнение в стиле ритм-н-блюз.
«Always Be My Baby» в США дебютировала 6 апреля 1996 года на позиции № 2 в хит-параде Billboard Hot 100, уступив лишь песни Селин Дион «Because You Loved Me», которая ранее сместила с вершины другую песню Кэри, «One Sweet Day». «Always Be My Baby» оставалась на № 2 четыре недели и 4 мая 1996 года поднялась на первое место американского чарта Hot 100, где провела две недели, а потом спустилась на второе и там оставалась ещё 5 недель. В сумме проведя 9 недель на второй позиции в США, песня стала четвёртой по этому показателю в истории. Песня стала 11-м чарттоппером для Кэри, то есть певица догнала таких певиц как Уитни Хьюстон и Мадонна среди женщин-солисток, рекорд который она позже превзойдёт. В итоге сразу три сингла с альбома Daydream («Fantasy», «One Sweet Day» и «Always Be My Baby») провели на № 1 в сумме 26 недель (шесть месяцев), чего не удавалось сделать ни одному исполнителю ранее, до появления Usher и группы The Black Eyed Peas в середине 2000-х годов.
В Великобритании песня дебютировала на позиции № 3 в чарте UK Singles Chart, что стало её пиковым достижением. Во вторую неделю песня спустилась на четвёртое место, оставаясь в чарте в сумме десять недель.
К 2008 году тираж в Великобритании достиг 220 000 копий.

## Музыкальное видео
Музыкальное видео для песни «Always Be My Baby» стало вторым снятым самой Мэрайей Кэри в качестве режиссёра.

## Участники записи
По информации с диска Daydream
- Mariah Carey — сопродюсер, аранжировщик, автор, вокал
- Jermaine Dupri — сопродюсер, автор
- Manuel Seal Jr. — сопродюсер, автор

## Список композиций
Список официальных версий и ремиксов.

| Worldwide CD single 1. «Always Be My Baby» (album version) — 4:19 2. «Always Be My Baby» (Mr. Dupri Mix) [при участии Da Brat & Xscape] — 4:43 3. «Always Be My Baby» (Mr. Dupri Extended Mix) [при участии Da Brat & Xscape] — 5:33 4. «Always Be My Baby» (Reggae Soul Mix) [при участии Lil' Vicious] — 4:56 5. «Always Be My Baby» (Mr. Dupri No Rap Radio Mix) [при участии Xscape] — 3:44 U.S. 7" single 1. «Always Be My Baby» — 4:18 2. «Long Ago» — 4:32 | Worldwide 12" single 1. «Always Be My Baby» (Always Club) — 10:51 2. «Always Be My Baby» (Dub-A-Baby) — 7:16 3. «Always Be My Baby» (Groove a Pella) — 7:15 4. «Always Be My Baby» (ST Dub) — 7:12 U.S. CD single 1. «Always Be My Baby» (альбомная версия) — 4:18 2. «Always Be My Baby» (Mr. Dupri Mix) — 4:40 3. «Slipping Away» — 4:30 |

## Награды
Песня была номинирована на премию Грэмми в категории За лучшее женское вокальное исполнение в стиле ритм-н-блюз во время 38-й церемонии «Грэмми».

## Позиции в чартах
| Чарт (1995)                            | Высшая позиция |
| -------------------------------------- | -------------- |
| Австралия (ARIA)                       | 17             |
| Канада (The Record)                    | 16             |
| Канада (The Record's Hit Parade Chart) | 2              |
| Канада (RPM Top Singles)               | 1              |
| Канада (RPM Adult Contemporary)        | 1              |
| Канада Dance (RPM)                     | 20             |
| Europe (European Hot 100 Singles)      | 19             |
| Германия (Official German Charts)      | 76             |
| Исландия (Íslenski Listinn Topp 40)    | 29             |
| Ирландия (IRMA)                        | 10             |
| Japan (Oricon Singles Chart)           | 79             |
| Нидерланды (Dutch Top 40)              | 30             |
| Нидерланды (Single Top 100)            | 27             |
| Новая Зеландия (Recorded Music NZ)     | 5              |
| Шотландия (OCC Scotland)               | 18             |
| Швеция (Sverigetopplistan)             | 38             |
| Великобритания (OCC UK Singles)        | 3              |
| Великобритания (OCC UK Hip Hop/R&B)    | 2              |
| США (Billboard Hot 100)                | 1              |
| США (Billboard Adult Contemporary)     | 2              |
| США (Billboard Adult Pop Airplay)      | 2              |
| США (Billboard Dance Club Songs)       | 6              |
| США (Billboard Hot R&B/Hip-Hop Songs)  | 1              |
| США (Billboard Pop Airplay)            | 3              |
| США (Billboard Rhythmic)               | 1              |

| Чарт (1996)                          | Позиция |
| ------------------------------------ | ------- |
| Australia (ARIA)                     | 64      |
| Canada Top Singles (RPM)             | 21      |
| Canada Adult Contemporary (RPM)      | 6       |
| Netherlands (Dutch Top 40)           | 245     |
| New Zealand (Recorded Music NZ)      | 28      |
| UK Singles (Official Charts Company) | 57      |
| US Billboard Hot 100                 | 5       |
| US Adult Contemporary (Billboard)    | 11      |
| US Adult Top 40 (Billboard)          | 21      |
| US Hot R&B/Hip-Hop Songs (Billboard) | 19      |

| Чарт (1990—1999)       | Позиция |
| ---------------------- | ------- |
| U.S. Billboard Hot 100 | 49      |

| Регион | Сертификация  | Продажи                               |
| --- | ------------- | ------------------------------------- |
| Австралия (ARIA) | 2× Платиновый | 140 000^                              |
| Новая Зеландия (RMNZ) | Золотой       | 5000*                                 |
| Великобритания (BPI) | Платиновый    | 600 000                               |
| США (RIAA) | 3× Платиновый | 1,254,000 (physical)890,000 (digital) |
| * Данные о продажах приведены только на основе сертификации. · ^ Данные о тиражах приведены только на основе сертификации. · Данные о продажах + прослушиваниях приведены только на основе сертификации. |               |                                       |